# Bernhard Minetti

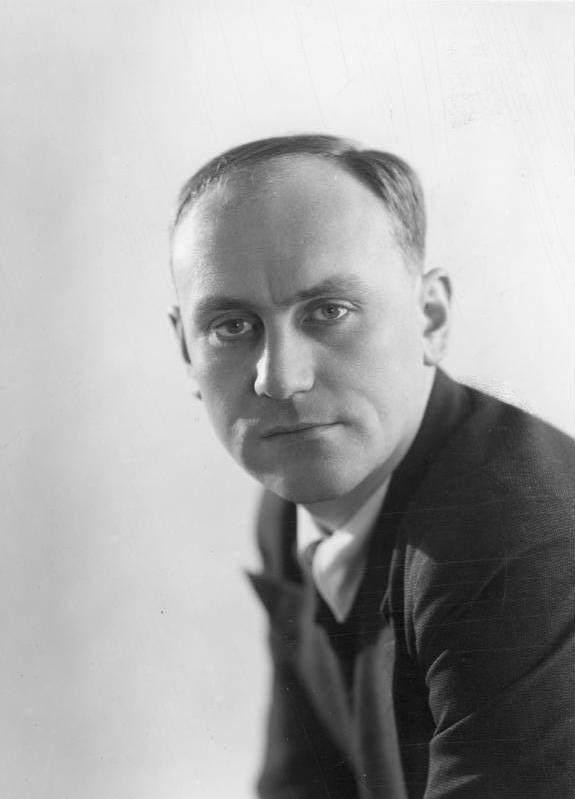
Bernhard Minetti (1934)

Bernhard Theodor Henry Minetti (* 26. Januar 1905 in Kiel; † 12. Oktober 1998 in Berlin) war ein deutscher Schauspieler.

## Leben
Der in Kiel geborene Bernhard Minetti war Sohn des Architekten Henry Minetti und seiner Ehefrau Johanna Minetti, geborene Schauz. Er entstammte einer Familie, die im 19. Jahrhundert aus dem norditalienischen Ort Crusinallo, an der Nordspitze des Lago d’Orta, nach Deutschland eingewandert war. Ab 1911 besuchte er ein Reform-Realgymnasium in Kiel, wo er 1923 das Abitur machte.
Der spätere Weg zum Theater führte bei ihm über ein Studium der Germanistik und Theaterwissenschaft in München. Hier bekam er Gelegenheit, die Aufführungen der Münchner Kammerspiele unter Hermine Körner und die Arbeiten von Regisseur Hans Schweikart unter analytischer Perspektive zu erforschen. In diesen Jahren zwischen 1923 und 1925 bildete sich der Wunsch aus, selbst Schauspieler zu werden.
Als der Intendant des Berliner Staatstheaters, Leopold Jessner, ankündigte, eine dem Theater angeschlossene Schauspielschule neu zu eröffnen, sprach Minetti 1925 vor und wurde angenommen. Jessner als Mentor eröffnete Minetti vielfältige Chancen. Doch zunächst musste er in Engagements in die Provinz. 1927 debütierte er am Reußischen Theater Gera als Kapuziner in Wallensteins Lager.
Bis 1930 spielte er zahlreiche Rollen an den Theatern in Gera (Intendanz Walter Bruno Iltz) und Darmstadt. Von 1930 bis zum Kriegsende 1945 war er am Staatstheater in Berlin engagiert. Er spielte unter Jürgen Fehling und Gustaf Gründgens neben Werner Krauß und Käthe Gold die großen Rollen, die die Klassik bietet, und war einer der großen Theaterstars der 1930er Jahre in Berlin. Im Februar 1933 protestierte er gegen die Entlassung seines Kollegen Hans Otto. Nachdem Hans Otto am 24. November 1933 an den Folgen der Misshandlung durch SA und Gestapo gestorben war, war Minetti einer der wenigen, die es wagten, an seinem Begräbnis teilzunehmen.
Für den Film interessierte Minetti sich von sich aus nicht sehr. Dennoch wirkte er an der 1931 entstandenen gleichnamigen Verfilmung von Alfred Döblins Berlin Alexanderplatz mit, wo er an der Seite von Heinrich George zu sehen ist. Zudem stand Minetti auf der Liste der Schauspieler, die für die Filmproduktion benötigt wurden. Zu Hitlers Geburtstag am 20. April 1933 war er Darsteller in der Uraufführung von Hanns Johsts Staatsschauspiel Schlageter. 1935 trat er in Mussolinis Theaterstück Hundert Tage auf. Zwischen 1934 und 1945 war Minetti in siebzehn Filmen zu sehen, darunter 1935 in Henker, Frauen und Soldaten, 1938 in Am seidenen Faden, 1939 in dem Arztfilm Robert Koch, der Bekämpfer des Todes, ebenfalls 1939 als Martin Luther in Das unsterbliche Herz und 1940 in dem Propagandafilm Die Rothschilds sowie Leni Riefenstahls Tiefland, der zwar in den Kriegsjahren 1940–1944 entstand, aber erst 1954 erschien. Minetti stand 1944 in der Gottbegnadeten-Liste des Reichsministeriums für Volksaufklärung und Propaganda. Im Februar 1943 zählte er bei Joseph Goebbels’ Sportpalastrede zu den Gästen.
Im Nachkriegsdeutschland wurde Bernhard Minetti – vergleichbar mit Gustaf Gründgens – als ein Sympathisant und Nutznießer des Nazi-Regimes, der unter Hitler und Goebbels Karriere gemacht hatte, angefeindet. Trotzdem kam er schon bald wieder zu Theater-Engagements. Er begann den Neuaufbau wiederum in der Provinz. Zunächst bekam er Rollen in seiner Heimatstadt Kiel, ging dann über Hamburg (wo er die Hauptrolle bei der Uraufführung von Jahnns Drama Armut, Reichtum, Mensch und Tier spielte), Frankfurt am Main und das Düsseldorfer Schauspielhaus zurück ans Schillertheater nach Berlin.
Hier wurde Minetti zu einem der großen Charakterdarsteller des deutschen Theaters. In den 1970er Jahren spielte er die Hauptrollen in den Uraufführungen der Thomas-Bernhard-Stücke. Damit sorgte er für eine große Popularisierung des österreichischen Dramatikers. Dieser widmete dem Schauspieler schließlich ein ureigenes Drama mit dem Namen Minetti als Titel. Sein Regisseur für die Bernhard-Stücke war Claus Peymann in Stuttgart und am Schauspielhaus Bochum.
Bei der Hörspiel-Produktion Der kleine Hobbit des Westdeutschen Rundfunks von 1980 übernahm er den Part des Gandalf.

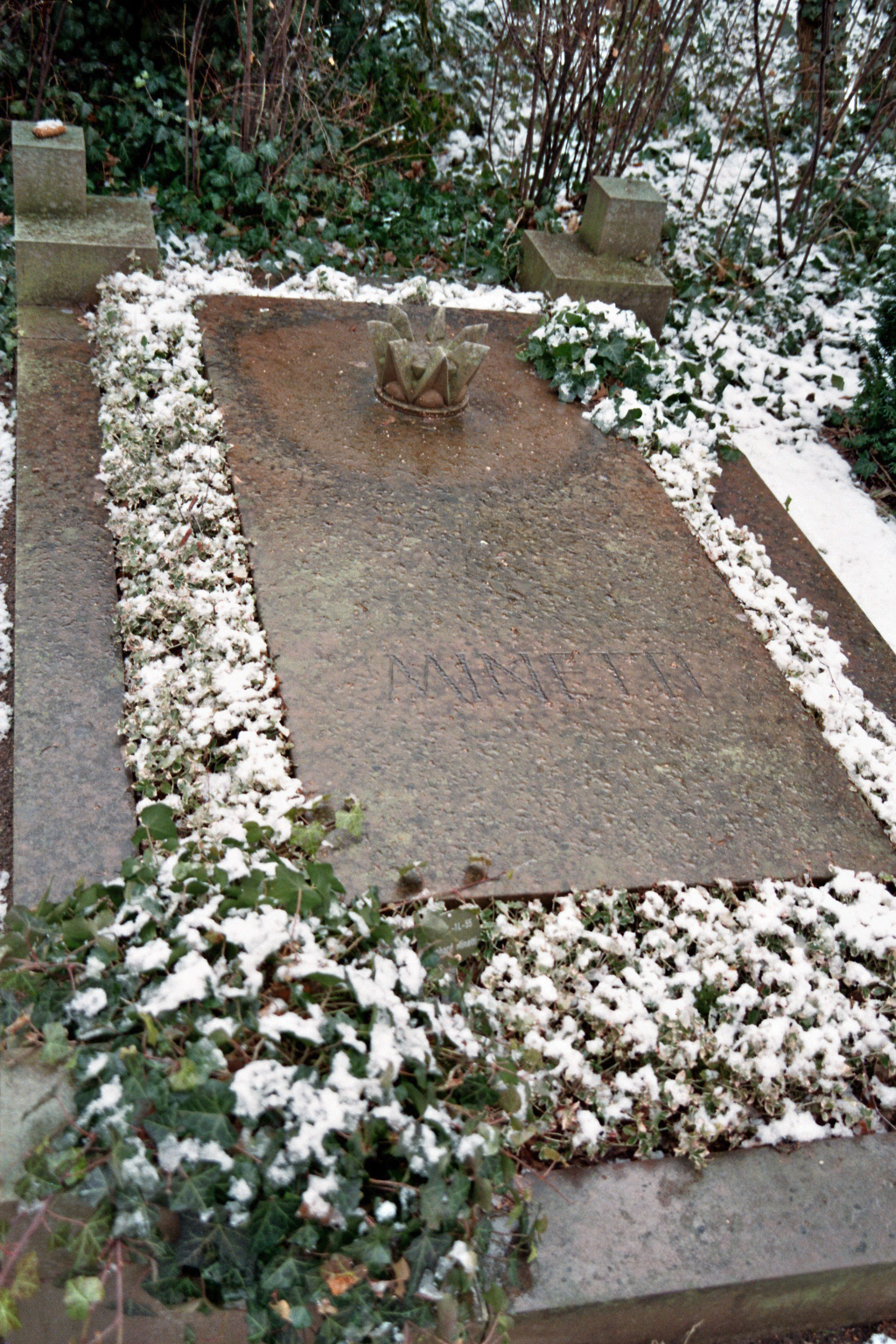
Grab von Bernhard Minetti auf dem Dorotheenstädtischen Friedhof in Berlin

Minetti war über Jahrzehnte Ensemblemitglied der Staatlichen Schauspielbühnen Berlin gewesen. Nach deren Abwicklung wurde auch er mit über 80 Jahren „arbeitslos“; am Berliner Ensemble erhielt er danach seine letzte künstlerische Heimat. Dort war der Lehrer von Arturo Ui in Heiner Müllers Inszenierung von Bertolt Brechts Der aufhaltsame Aufstieg des Arturo Ui seine letzte eindrucksvolle Rolle. Nach Minettis Tod wurde die Rolle von Marianne Hoppe übernommen und dann von Michael Gwisdek.
Bernhard Minetti war seit 1925 in erster Ehe mit Anne Minetti, geborene Gerbrandt, (1904–1963) verheiratet. Das Ehepaar sind die Eltern der Schauspieler Hans-Peter Minetti (1926–2006) und Jennifer Minetti (1940–2011), die Großeltern des Schauspielers Daniel Minetti und Urgroßeltern der Schauspielerin Anne-Elise Minetti.
In einer zweiten Ehe war Bernhard Minetti mit der Widerstandskämpferin Elisabeth Minetti, geborene Schneider, (1917–2003) verheiratet. Er lebte bis zu seinem Tod 1998 abwechselnd in Berlin und in der Eifel in Blankenheim im Kreis Euskirchen, wo auch seine zweite Ehefrau Elisabeth Minetti im September 2003 starb.
Minettis Nachlass hält das Archiv der Akademie der Künste (Berlin) zur Einsichtnahme bereit. Seine letzte Ruhestätte fand Bernhard Minetti auf dem evangelischen Dorotheenstädtisch-Friedrichwerderschen Friedhof I in der Abteilung CAL.
2008 wurde der Bernhard-Minetti-Platz im Stadtteil Kiel-Blücherplatz nach ihm benannt.

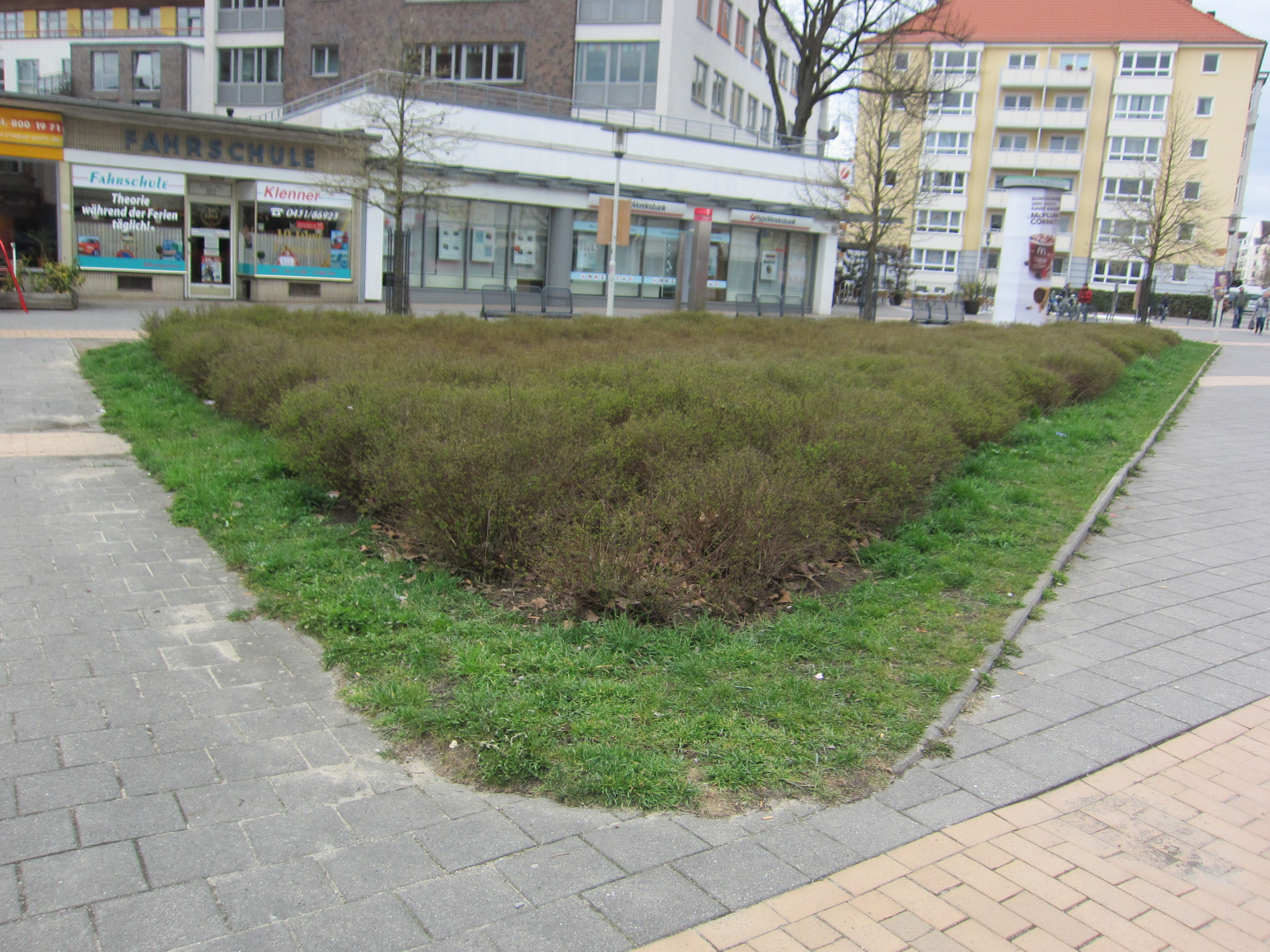
Der Kieler Bernhard-Minetti-Platz (2012)

## Auszeichnungen
- 1964: Kulturpreis der Stadt Kiel
- 1965: Ernennung zum Berliner Staatsschauspieler
- 1970: Ehrenmitglied der Staatlichen Schauspielbühnen Berlin/West
- 1971: Kulturpreis des Deutschen Gewerkschaftsbundes
- 1973: Kunstpreis Berlin
- 1974: Deutscher Kritikerpreis
- 1978: Großes Verdienstkreuz des Verdienstordens der Bundesrepublik Deutschland
- 1980: Ernst-Reuter-Plakette des Landes Berlin
- 1980: Mitglied der Akademie der Künste Berlin/West
- 1985: Ernennung zum Professor E. h. in Berlin/West
- 1988: Ehrenmitglied der Städtischen Bühnen Frankfurt
- 1994: Theaterpreis Berlin

## Theaterrollen (Auswahl)

### Vor 1945
- 1930/31 – Weislingen in Götz von Berlichingen von Johann Wolfgang von Goethe – Preußisches Staatstheater Berlin
- 1930/31 – Tartuffe in Tartuffe von Molière – Preußisches Staatstheater Berlin
- 1931/32 – Franz Moor in Die Räuber von Friedrich Schiller – Preußisches Staatstheater Berlin
- 1932/33 – Wagner in Goethes Faust I und II – Preußisches Staatstheater Berlin
- 1934/35 – Edmund in König Lear von William Shakespeare – Preußisches Staatstheater Berlin
- 1935/36 – Mephisto in Faust I von Goethe – Preußisches Staatstheater Berlin
- 1936/37 – Buckingham in Richard III. von Shakespeare – Preußisches Staatstheater Berlin
- 1937/38 – Marinelli in Emilia Galotti von Gotthold Ephraim Lessing – Preußisches Staatstheater Berlin
- 1939/40 – Robespierre in Dantons Tod von Georg Büchner – Preußisches Staatstheater Berlin
- 1939/40 – Angelo in Maß für Maß von Shakespeare – Preußisches Staatstheater Berlin
- 1940/41 – Brutus in Julius Caesar von Shakespeare – Preußisches Staatstheater Berlin

### Nach 1945
- 1947/48 – Oderbruch in Des Teufels General von Carl Zuckmayer – Deutsches Schauspielhaus Hamburg
- 1951/52 – Alceste in Der Menschenfeind von Molière – Städtische Bühnen Frankfurt
- 1957 – Kommissar der großen Mächte in Die Bürgschaft von Kurt Weill – Städtische Oper Berlin
- 1957/58 – Cotrone in Die Riesen vom Berge von Luigi Pirandello – Düsseldorfer Schauspielhaus (Regie: Giorgio Strehler)
- 1959/60 – Edgar in Totentanz von August Strindberg – Schauspiel Köln
- 1960/61 – Wallenstein in Wallenstein-Trilogie von Schiller – Schauspiel Köln
- 1964/65 – Pozzo in Warten auf Godot von Samuel Beckett – Schiller-Theater Berlin
- 1972/73 – Kurfürst in Prinz Friedrich von Homburg von Heinrich von Kleist – Schiller-Theater Berlin
- 1972/73 – Krapp in Das letzte Band von Samuel Beckett – Theater am Goetheplatz in Bremen (Regie: Klaus Michael Grüber)
- 1973/74 – Caribaldi in Die Macht der Gewohnheit von Thomas Bernhard – Salzburger Festspiele
- 1976/77 – Minetti in Minetti von Thomas Bernhard – Württembergisches Staatstheater Stuttgart
- 1977/78 – Prospero in Der Sturm von Shakespeare – Schiller-Theater Berlin
- 1979/80 – Gerichtsrat Walter – Der zerbrochne Krug von Kleist – Schiller-Theater Berlin
- 1980/81 – Weltverbesserer – Der Weltverbesserer von Thomas Bernhard – Schauspielhaus Bochum
- 1981/82 – Faust in Faust von Goethe – Freie Volksbühne Berlin (Regie: Klaus Michael Grüber)
- 1982/83 – Erster Schauspieler in Hamlet von Shakespeare – Schaubühne am Lehniner Platz (Regie: Klaus Michael Grüber, mit Bruno Ganz als Hamlet)
- 1983/84 – Karl in Der Schein trügt von Thomas Bernhard – Schauspielhaus Bochum
- 1984/85 – Lear in König Lear von Shakespeare – Schaubühne am Lehniner Platz

## Filmografie
- 1930: Der Mörder Dimitri Karamasoff
- 1931: Berlin – Alexanderplatz
- 1935: Glückspilze
- 1935: Mein Leben für Maria Isabell
- 1935: Das Mädchen Johanna
- 1935: Henker, Frauen und Soldaten
- 1936: Fridericus – Der Alte Fritz
- 1936: Der Kaiser von Kalifornien
- 1937: Alarm in Peking
- 1937: Ein Volksfeind
- 1938: Geheimzeichen LB 17
- 1938: Am seidenen Faden
- 1938: Das unsterbliche Herz
- 1939: Die Frau ohne Vergangenheit
- 1939: Robert Koch, der Bekämpfer des Todes
- 1939: Der ewige Quell
- 1940: Die Rothschilds
- 1940: Friedrich Schiller – Der Triumph eines Genies
- 1940/54: Tiefland
- 1957: Nebel (Fernsehfilm)
- 1959: Menschen im Netz
- 1965: Es
- 1966: Der Fall der Generale (Fernsehfilm)
- 1969: Wir – zwei
- 1977: Die linkshändige Frau
- 1987: Francesca

## Hörspiele (Auswahl)
- 1950: Stefan Andres: 1900 Jahre Köln – Regie: Ludwig Cremer (NWDR)
- 1959: Fred von Hoerschelmann: Aufgabe von Siena (Oberstabsarzt) – Regie: Kurt Reiss (NDR)

- 1962: Karin Ewert: Abgang (Erzähler) – Regie: Rolf von Goth (SFB)
- 1976: Theodor Storm: Carsten Curator (Carsten Carstens) – Regie: Siegfried Niemann (SFB)
- 1963: Peter Lotar: Aller Menschen Stimme (Dr. Nagai) – Regie: Otto Kurth (BR/HR)
- 1976: Thanassis Valtinos: Aus dem Leben des Andreas Kordopatis (Andreas) – Regie: Constantin Chelmis (RIAS Berlin)

- 1978: Uccio Esposito Torrigiani: Die Normabweichung – Regie: Wolfgang Schenck (SR)
- 1980: J. R. R. Tolkien: Der Hobbit – Regie: Heinz Dieter Köhler (Hörspiel – WDR)